# 고시키부노 나이시
고시키부노 나이시(일본어: 小式部内侍, 999년 ~ 1025년)는 일본 백인일수, 여방36가선 중 한 명이다. 헤이안(平安) 시대 여류가인(女流歌人)이며 3등급관인 쇼지(掌侍)였다. 아버지는 정4위하(正四位下)였던 다치바나노 미치사다(橘道貞, 귤도정), 어머니는 중고36가선과 여방36가선중 한명인 이즈미 시키부(和泉式部)이다. 후에 쇼시(彰子) 황후의 시녀로 들어가는데, 또한 어머니 이즈미 시키부도 시녀로 들어가 있는 점에 있어 차별을 두기 위해 고시키부(小式部)라는 뇨보 명(女房名)을 사용한다. 시키부(式部)는 이즈미 시키부의 아버지였던 오에노 마사무네(大江雅致)가 시키부 직위를 가지고 있었기 때문에 사용되었다. 주로 여방명은 가까운 친척관계에 있는 사람의 직위나 작위를 가지고 이름을 짓곤 하기 때문에 이같은 이름을 얻게 되었다.

## 생애
어머니 이즈미 시키부와 같이 세간의 관심이 많았던 인물로서, 후지와라노 노리미치(藤原教通), 후지와라노 사다요리(藤原定頼), 후지와라노 노리나가(藤原範永) 등 많은 가인들과 교제하였다. 특히 후지와라노 노리미치 사이에는 아들, 후지와라노 노리나가 사이에는 딸을 두었다고 한다. 반주(万寿) 2년에 후지와라노 긴나리(藤原公成)의 아들을 낳던 중 20대의 나이에 사망했다. 세간이 그녀를 애도했고, 특히 어머니 이즈미 시키부가 그녀를 애도하는 애상가(哀傷歌)는 그 부분에 있어서 가장 걸작이라는 평가를 받는다.